# Kinga Głyk

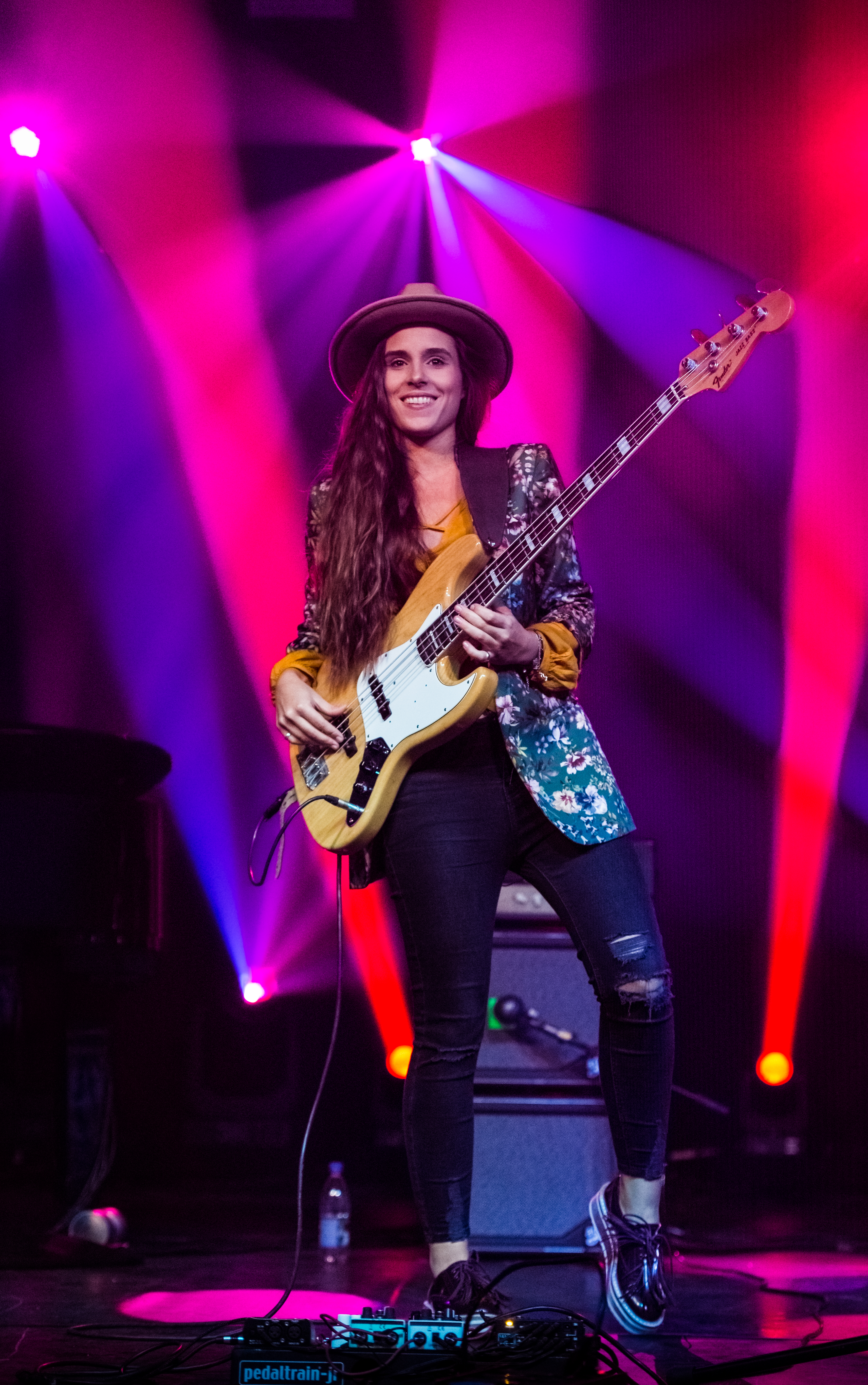
Kinga Głyk actúa en directo en Leverkusener Jazztage 2017

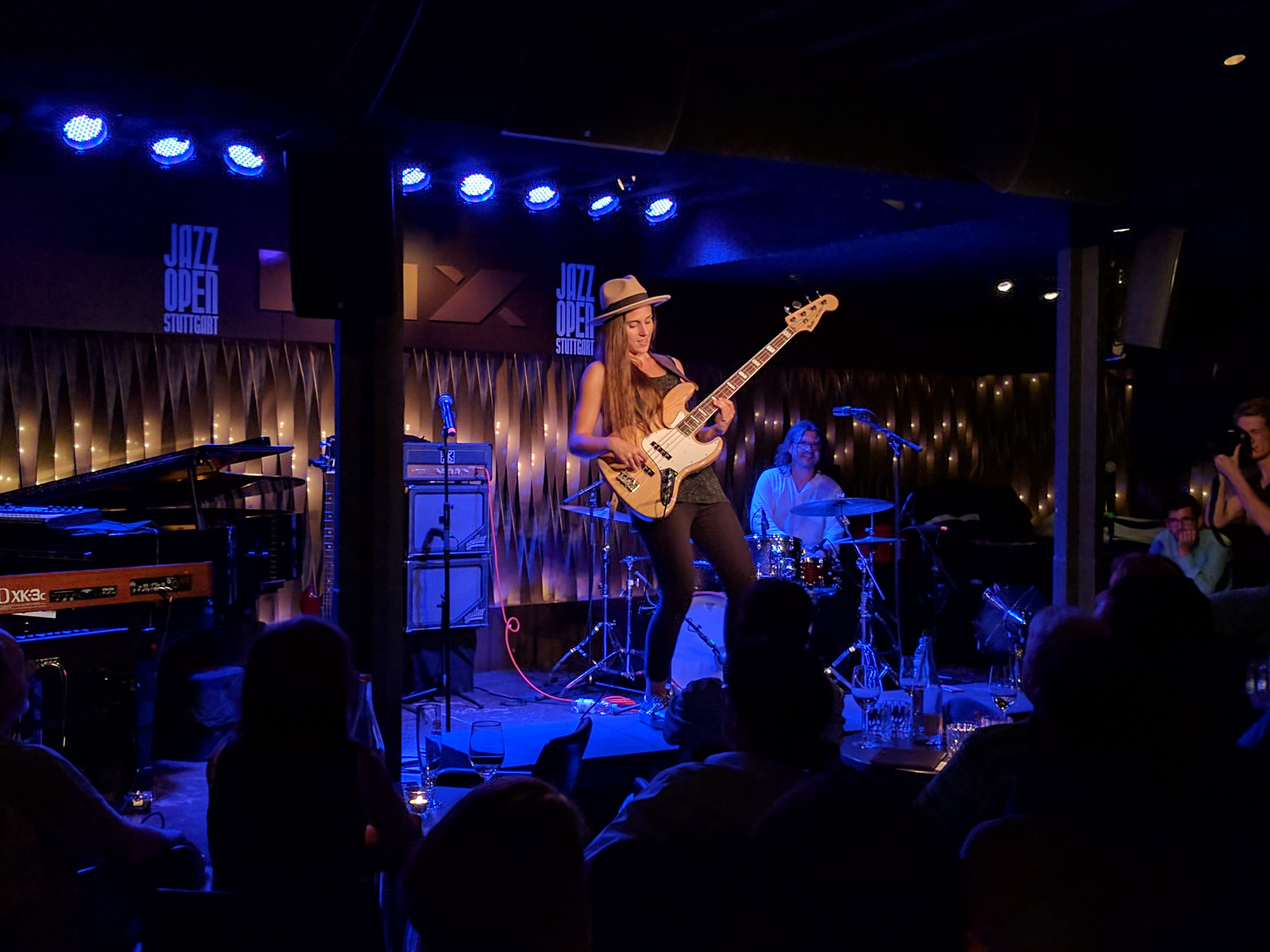
Kinga Głyk actúa en directo en el club de jazz BIX de Stuttgart (22 de julio de 2017).

Kinga Głyk (27 de enero de 1997) es una bajista y compositora de jazz polaca.
Głyk es hija de un intérprete de vibráfono: Irek Głyk. Ya desde los doce años, se unió su padre y a su hermano (batería) en la banda familiar Głyk P.I.K. Trío. A los 18 años grabó su primer álbum bajo su propio nombre: Registration. Después de actuar con su propio trío en 2016 en el festival Jazzopen Stuttgart y en el Festival da Jazz de Saint Moritz, sacó su segundo álbum, titulado Happy Birthday, una grabación en directo en el Teatro Ziemi de Rybnik. 
Su fama siguió creciendo a medida que sus vídeos (primero una versión solista de «Tears in Heaven» de Eric Clapton) fueron escuchados miles de veces en YouTube. Según el Heute Journal incluso puede considerarse «la gran esperanza del jazz europeo». En 2017 apareció su tercer álbum Dream (Warner), que grabó con un cuarteto internacional con el saxofonista Tim Garland, el pianista Nitai Hershkovits y el batería Gregory Hutchinson. En 2019 lazó su tercer álbum Feelings (Warner).